# Freixe d'Aiguaviva
El freixe d'Aiguaviva (Fraxinus angustifolia) és un arbre que es troba a Aiguaviva (El Montmell, el Baix Penedès). És un dels freixes amb més envergadura de capçada de tot Catalunya i un dels més destacats respecte al perímetre del tronc.

## Dades descriptives
- Perímetre del tronc a 1,30 m: 5,32 m.
- Perímetre de la base del tronc: 10,80 m.[1]
- Alçada: 24 m.
- Amplada de la capçada: 27 m.
- Altitud sobre el nivell del mar: 509 m.

## Entorn
Es troba en un remarge amb molta aigua disponible. Les arrels pouen d'un mulladiu que desguassa en un canal de reg, al costat del dipòsit municipal d'aigua. L'acompanyen els vegetals següents: carabassera del diable, malva, llapassa, fonoll, morella de paret, ravenissa blanca, alfals escapat, vincapervinca, pastanaga borda, évol, morró, card marià, jonc boval, olivarda, arítjol, heura, esbarzer i poll negre.

## Aspecte general
Té bon aspecte general, tot i que alguna branca presenta sequedat i necrosi (sempre fent referència a la part alta del brancatge). Tant en aquest freixe com en tots els de l'entorn, les fulles pateixen un atac força potent de l'eruga defoliadora del freixe (Abraxas pantaria). Té un gran braç tallat i la ferida que hi ha quedat com a resultat de la tala permet l'entrada de corcs i altres xilòfags.

## Curiositats
Ocasionalment, hi apareixen objectes fetillers penjant de les branques, amb un clar significat esotèric. Fou declarat Arbre Monumental l'any 1990.

## Accés
Un cop arribem a Aiguaviva des de la carretera TV-2443, venint per Sant Jaume dels Domenys (TP-2442), deixem el cotxe a l'aparcament que hi ha davant el restaurant i ens dirigim cap a la font o la zona esportiva. Un minut després trobarem l'enorme freixe. GPS 31T 0374614 4578839.